# Petanca

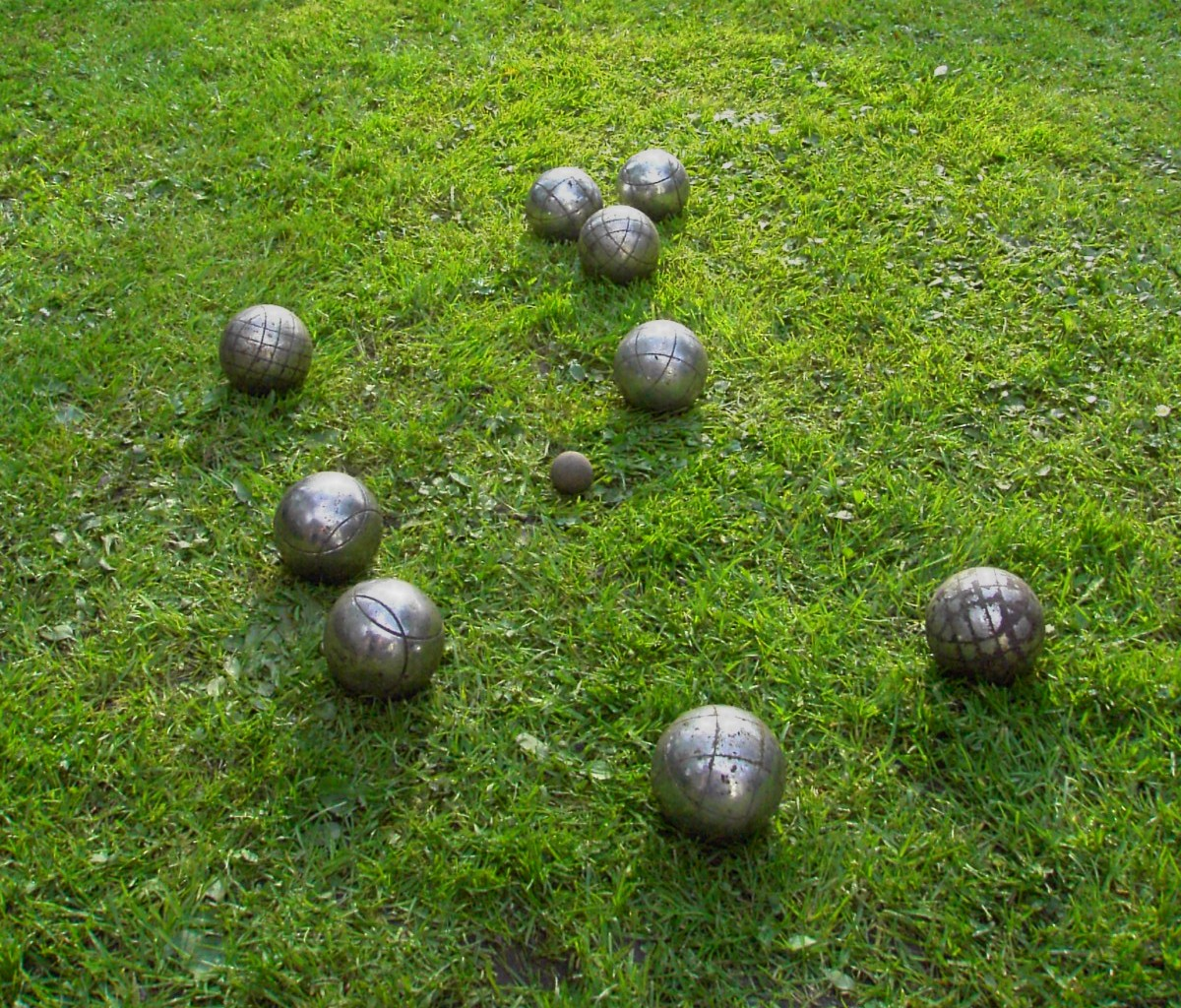
Boles de petanca

La petanca és un esport disputat entre dos jugadors o dos equips que consisteix a llançar unes boles per a situar-les el més a prop possible del bolig.

## Història
El joc de boles és tan antic com la civilització del lleure, passant d'Egipte a Grècia i hauria estat introduït a la Gàl·lia pels romans. Les boles foren primerament d'argila, de pedra, després de fusta i finalment d'acer. Però, després dels jugadors de boles de l'edat mitjana, l'Edat d'Or de les boles de qualsevol tipus fou certament la Renaixença quan la noblesa s'empara tant del joc com del bilboquet i del joc de palma (que esdevindrà el tennis). No se sap per quin motiu, semblaria que el joc de boles hagués estat prohibit a França des del 1629 fins a la Revolució francesa.
Del joc provençal naixerà el 1907 la petanca, durant la partida històrica a La Ciutat (Provença) en què un campió de joc provençal, Juli Hugues, dit 'lo Negre', en no poder jugar més al seu joc preferit a causa dels seus reumatismes, es posà un dia a traçar una redona, a enviar l'objectiu a 5-6 m i, amb els «peus tancats», a jugar les boles per acostar-se al bolig. Açò passà en el terreny de boles d'un cafè, els propietaris del qual es deien Ernest i Josep Pitiot. Aquests dos germans s'adonaren de seguida de l'interès d'aquest esport, especialment Ernest que es posà a tancar-ne les regles. Ha nascut la petanca.
Caldrà tanmateix esperar el primer concurs oficial a la Ciutat el 1910 perquè el mot siga oficialitzat. El terme prové de les paraules de l'occità provençal pè(s) ('peus') i tanca(ts) ('tancats'), que donà l'expressió jogar a pès tancats, és a dir, amb els peus junts i clavats a terra, per oposició al joc provençal en què el jugador pot agafar embranzida.

## Regles del joc
Aparentment és molt simple. Es tracta de llançar una bola al més a prop possible d'un objectiu anomenat bolig o mingo (i al Rosselló nano). Els adversaris poden ser un contra un (individuals o cap-i-cap) o per equips de dos contra dos (dobletes) o tres contra tres (tripletes). Les partides solen jugar-se a 13 punts en terreny lliure o bé dins una pista delimitada (la dimensió oficial és un rectangle de 15 m x 4 m).
El punt pertany a la bola més pròxima al bolig. L'adversari ha de continuar jugant les seves boles fins que recuperi el punt, és a dir, col·loqui la seva bola més prop del bolig.
Cada bola d'un mateix equip, si cap bola de l'equip contrari és més prop de l'objectiu, compta com un punt, i aquests punts es compten a la fi de cada ronda, és a dir, quan s'han jugat o llançat totes les boles.
Les boles han de ser metàl·liques, amb un diàmetre comprès entre els 7’05 cm i els 8 cm i un pes de 650 g com a mínim i 800 g com a màxim.
El bolig ha de ser de fusta i el seu diàmetre ha d'estar comprès entre 25 mm i 35 mm.
Hi ha dues maneres de llançar les boles i són molt diferents: 
1) Apuntar és llançar la bola amb cura, tractant d'acostar-se el màxim possible al bolig.
2) Tirar o picar és llançar la bola amb una certa força per a ferir i doncs apartar la bola del contrari, en el cas que aquesta faci el punt.
Quan després d'haver llançat la bola aquesta roman al mateix lloc que la bola que hi havia abans, s'anomena carro. És la perfecció en la jugada del tir. El nom de "carro" prové del francés "carreau", que significa rajola. Els francesos diuen que es fa jugada de "carreau" quan la bola llançada roman a la mateixa posició que tenia anteriorment la bola tocada, de la mateixa manera que es canvia una rajola feta malbé per una rajola nova.
3) estrucar és ferir amb una bolla una altra del joc. fer toc és de ferir-se dues boles. Toc i pam és la jugada en què un jugador toca amb la seva bolla la d'un altre i a més les dues boles restenn a una distància no superior a un pam, cosa que afegeix mèrit a la jugada.
En una tripleta cadascun dels tres jugadors acostuma a realitzar les jugades de la manera següent:
- L'apuntador s'especialitza a apuntar les seves boles aproximant-se al bolig.

- El mig fa les dues feines alhora d'apuntar i picar.

- El tirador o picador executa habitualment la jugada de tirar o picar contra les boles de l'adversari.